# Caochang
Caochang är en socken i Kina. Den ligger i provinsen Sichuan, i den sydvästra delen av landet, omkring 460 kilometer sydväst om provinshuvudstaden Chengdu. Antalet invånare är 18 967. Befolkningen består av 9 330 kvinnor och 9 637 män. Barn under 15 år utgör 18,0 %, vuxna 15-64 år 70 %, och äldre över 65 år 10,0 %.
Genomsnittlig årsnederbörd är 1 137 millimeter. Den regnigaste månaden är juli, med i genomsnitt 320 mm nederbörd, och den torraste är januari, med 3 mm nederbörd.